# Gorniès
Gorniès é uma comuna francesa na região administrativa de Occitânia, no departamento de Hérault. Estende-se por uma área de 29,31 km². Em 2010 a comuna tinha 123 habitantes (densidade: 4,2 hab./km²).